# SN 2011O
SN 2011O – supernowa typu II odkryta 18 stycznia 2011 roku w galaktyce UGC 8829. W momencie odkrycia miała maksymalną jasność 18,10m.